# Ivica Šola
Ivica Šola (Đakovo, 1968.) hrvatski teolog, komunikolog i novinar, kolumnist Glasa Slavonije i profesor na Akademiji za umjetnost i kulturu u Osijeku.

## Životopis
Godine 1994. diplomirao je na Katoličkom bogoslovnom fakultetu u Zagrebu. Četiri godine kasnije, 1998., magistrirao je na Papinskom lateranskom sveučilištu u Rimu na temu Značenja pojma odluke u filozofiji Martina Bubera. Doktorsku disertaciju "Etički aspekti filozofije Luigia Pareysona. Istina, bitak, sloboda" obranio je 2012. godine na Katoličkom bogoslovnom fakultetu u Zagrebu.
Osim znanstvenog rada, dugogodišnji je novinar dnevnoga lista Glas Slavonije, surađuje također s brojnim drugim tiskovinama u Hrvatskoj (Večernji list itd). i inozemstvu.

## Vanjske poveznice
- http://kulturologija.unios.hr/odjel/nastavnici/doc-dr-sc-sola-ivica/  Arhivirana inačica izvorne stranice od 19. listopada 2016. (Wayback Machine)